# Iñaki Williams
Iñaki Arthuer Dannis Williams (Bilbau, 15 de junho de 1994) é um futebolista hispano-ganês que atua como atacante. Atualmente defende o Athletic Bilbao e a Seleção Ganesa.

## Clubes
Filho de pais ganeses, Iñaki foi revelado pelo Natación Pamplona. De lá, foi jogar no CD Pamplona, clube que atualmente disputa a Quarta Divisão Espanhola. Suas atuações chamaram a atenção do Athletic Bilbao, que o contratou em 2012. Seu irmão Nico também atua no time basco desde 2021.
Para dar experiência ao jovem atacante, o Athletic liberou-o para o Baskonia (clube-satélite) em 2013, e ele marcou 7 gols em 18 jogos. Desde 2014, integra o elenco do Bilbao Athletic, a equipe reserva. Uma lesão no joelho fez com que ele voltasse a atuar somente em outubro. Recuperado, chamou a atenção de Ernesto Valverde, que o promoveu ao elenco principal em 2014. Sua estreia em La Liga foi em dezembro, graças à lesão de Aritz Aduriz.

### Gol histórico
Em fevereiro de 2015, Iñaki marcou seu primeiro gol como profissional, contra o Torino, pela rodada de 16 avos-de-final na Liga Europa. Este gol representou um marco histórico: pela primeira vez em 117 anos, um jogador negro marcou um gol pelo Athletic, cuja política de utilizar atletas bascos (ou de origem basca) inclui Iñaki, que embora seja filho de africanos, é nascido em Bilbau.

## Recorde em LaLiga
No dia 1 de outubro na partida contra o Deportivo Alavés se tornou o jogador com mais partidas consecutivas no Campeonato Espanhol. O detentor do recorde era outro basco, Ion Andoni Larrañaga, que tinha feito 202 jogos ininterruptos pela Real Sociedad entre 1986 e 1992.
Em 29 de janeiro de 2023, Iñaki Williams ficou fora de um jogo da La Liga pelo Athletic Bilbao pela primeira vez desde abril de 2016. Ele não foi relacionado para o jogo contra o Celta de Vigo e acabou com a sua marca histórica. Foram 251 jogos seguidos durante seis anos defendendo o clube do  País Basco no Campeonato Espanhol.
Iñaki Williams entrou em campo na temporada 2023-24 em 46 oportunidades, marcando 15 gols e dando cinco assistências. Enquanto no ano anterior, foram 49 jogos, com 11 gols e seis assistências.

## Seleção Nacional
Estreou pela Seleção Espanhola principal em 29 de maio de 2016 em partida amistosa contra a Bósnia e Herzegovina.
Estreou pela seleção de Gana em 23 de setembro de 2022 em partida amistosa contra a seleção brasileira.

## Vida pessoal
Williams é descendente de imigrantes ganeses e já teve a sua convocação para a seleção ganesa cogitada, porém o jogador recusou o chamado, afirmando que apesar de seus pais serem ganeses, ele se sente espanhol, e que ele não merece tomar o lugar de um atleta 100% ganês. Porém, em 2022, repensou e aceitou o convite para fazer parte da Seleção Ganesa para estar na Copa do Mundo de 2022. Ele é o irmão mais velho do também futebolista Nico Williams.

## Títulos
Athletic Bilbao
- Supercopa da Espanha: 2020–21
- Copa do Rei: 2023–24

### Prêmios individuais
- Jogador do mês da La Liga: janeiro de 2019